# Zouthydraat
Een zouthydraat (kortweg hydraat) is een zout dat water kan opnemen in zijn kristalrooster. Het nieuwe kristalrooster krijgt een grote hardheid. De materialen cement en gips zijn voorbeelden van zouten die water in hun kristalrooster kunnen opnemen. Het opgenomen water heet kristalwater.
De hoeveelheid kristalwater die een zouthydraat bevat hangt af van de temperatuur van een stof en de vochtigheidsgraad van de omgeving waar het zouthydraat zich bevindt. Bij verhoging van de temperatuur verliest het zouthydraat kristalwater totdat het watervrije zout is overgebleven. Sommige zouten verliezen bij lage luchtvochtigheid kristalwater, andere nemen bij voldoende luchtvochtigheid kristalwater op. Er zijn zouten, bijvoorbeeld natriumhydroxide of calciumchloride, die daarbij zelfs vervloeien: ze blijven water aantrekken totdat ze helemaal zijn opgelost.
Het indampen van zoutoplossingen levert vaak een hydraat op. Moleculen van het water waar de ionen in opgelost waren (zie hydratatie) worden dan ingebouwd in het ionrooster van de vaste stof. Zo'n zout met water noemt men een hydraat. Een ionrooster is het kristalrooster van een zout; het water dat in dit rooster ingebouwd is, wordt daarom kristalwater genoemd. Men kan een hydraat zijn kristalwater doen verliezen door het te verwarmen.
Hydraten zijn dus zouten met water in het ionrooster. Men geeft dit weer in de scheikundige formule. Kristalsoda (natriumcarbonaatdecahydraat) heeft de volgende formule: Na2CO3 . 10 H2O(s). Dit betekent dat per Na2CO3-ion er 10 H2O-moleculen zijn. Het besef dat soda veel water kan bevatten klonk in de volksnaam van de verbinding door: droog water. Na de Tweede Wereldoorlog raakte deze aanduiding in onbruik.
Een bekend voorbeeld van het gebruik van dit principe is gips. Wanneer water bij gipspoeder wordt gevoegd en geroerd ontstaat een hydraat. Het gips neemt slechts langzaam kristalwater op, waardoor er tijd is het in een vorm te gieten. De scheikundige formule van gipspoeder, calciumsulfaat, is CaSO4(s). Gips heeft een verhouding met water van 1:2 onder de 100 graden Celsius. De verhoudingsformule is dan CaSO4 . 2 H2O (s), calciumsulfaatdihydraat. Boven de 100 graden Celsius verandert de verhouding in CaSO4 . 1/2 H2O(s), calciumsulfaathemihydraat. Uiteraard worden er geen halve moleculen gebonden, de notatie betekent dat er per twee calciumsulfaat-eenheden één watermolecuul in het kristalrooster aanwezig is.
Een bekende toepassing is de kleurindicator voor droogmiddelen. Deze bevat een kobaltverbinding die in watervrije toestand kobaltblauw gekleurd is, maar door wateropname (zonder te vervloeien) langzaam bleekroze wordt. Door verwarmen tot ongeveer 150 °C verdwijnt het water weer en wordt de stof weer blauw.